# 铂
鉑（音同「雹」），俗稱白金，是一種化學元素，其化學符號为Pt，原子序數为78，原子量為195.084 u。鉑是一种密度高、延展性高、反應性低的銀白色貴金屬，屬於過渡金屬。
鉑同屬於鉑系元素和10族元素。它共有六種自然產生的同位素。鉑是地球地殼中罕見的元素，丰度排在第71名，平均豐度大約為5 μg/kg，地壳百万分之0.001为铂。它一般出現在某些鎳和銅礦石中，位於原生元素礦藏，主要分佈在南非，當地的鉑產量佔全球的80%。鉑年產量只有幾百噸，應用亦十分重要，因此非常貴重，是主要的貴金屬貿易商品。
鉑是非常不活泼的金屬。即便在高溫下，它也有極強的抗腐蝕性，屬於抗腐蝕金屬。在自然中，鉑有時以純金屬狀態出現，不與其他元素結合。鉑自然出現在河流的沖積層中，所以前哥倫布時期的南美原住民最早用鉑制作工藝品。歐洲最早在16世紀就有記載使用鉑；1748年，安東尼奧·烏略亞發表報告，描述此來自哥倫比亞的新金屬，這時科學家才開始研究鉑元素。
鉑的應用包括：催化轉換器、實驗室器材、電觸頭和電極、電阻溫度計、牙科器材及首飾等。由於鉑是重金屬，所以它的鹽會危害健康；但鉑的抗腐蝕性強，所以其毒性比一些其他金屬較低。一些含鉑化合物，特別是順鉑，可用於化學療法以治療某些癌症。

## 性質

### 物理性質
純鉑為帶光澤、有可延展性的銀白色金屬。它的可延展性是所有純金屬中最高的，胜过金、銀和銅，但其可鍛鑄性卻比金低。鉑金屬的抗腐蝕性極強，在高溫下非常穩定，電性能亦很穩定。它在任何溫度下都不會氧化，但可被各種鹵素、氰化物、硫和苛性鹼侵蝕。鉑不可溶於氫氯酸和硝酸，但會在熱王水中溶解，形成氯鉑酸（H2PtCl6）。
這些物理性質都使鉑成為了工業上應用廣泛的金屬。由於能夠抵抗侵蝕和保留光澤，所以鉑還可以用於製首飾。

### 化學性質

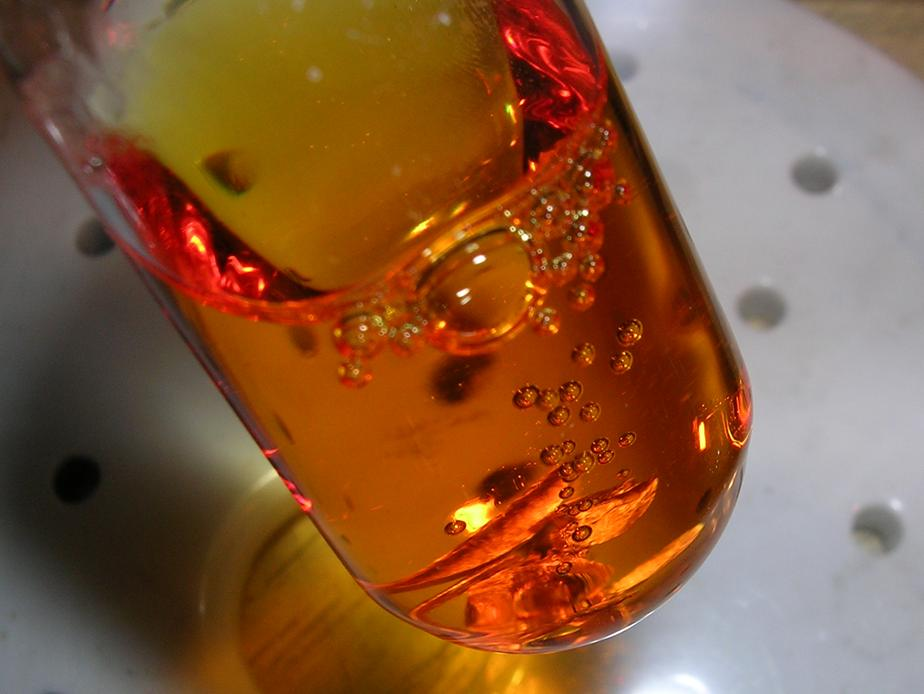
熱王水能夠溶解鉑

鉑的最常見氧化態為+2和+4。鉑的+1和+3較少見，雙金屬（或多金屬）化合物中的金屬鍵可以提高其穩定性。四配位鉑(II)化合物通常具有由16個電子形成的平面四邊形結構。單質鉑金屬的反應性很低，但它會在熱王水中溶解，產生氯鉑酸（H2PtCl6）：
Pt + 4 HNO3 + 6 HCl → H2PtCl6 + 4 NO2 + 4 H2O
鉑屬於軟酸，所以鉑和硫有化學親和性，例如和二甲基亞碸（DMSO）；科學家已發現多種DMSO配合物。

### 同位素
鉑有六種自然同位素：190Pt、192Pt、194Pt、195Pt、196Pt和198Pt。其中豐度最高的是195Pt，它佔了所有自然鉑元素的33.83%。它是唯一自旋不為零的穩定同位素；其自旋為1/2，所以在1H和31P的核磁共振波譜中（例如鉑-烷基配合物及鉑-膦配合物）常會出現195Pt的衛星波峰。同位素190Pt的豐度最低，僅有0.01%。190Pt是唯一不穩定的自然同位素，但其半衰期长达4.97×1011年。198Pt理论上可以α衰變，但人們未觀測到它的衰變（半衰期已知要大於3.2×1014年），所以可當做穩定同位素。人工合成的鉑同位素共有31種，原子量在166和202之間，所以已知的鉑同位素總共有37種。在人造同位素之中，穩定性最低的是166Pt，其半衰期只有300 µs；而最穩定的則是193Pt，其半衰期為50年。大部份鉑同位素都會混合進行β衰變和α衰變。188Pt、191Pt和193Pt主要以電子捕獲的方式衰變。190Pt和198Pt理论上都可以雙β衰變。

### 存量

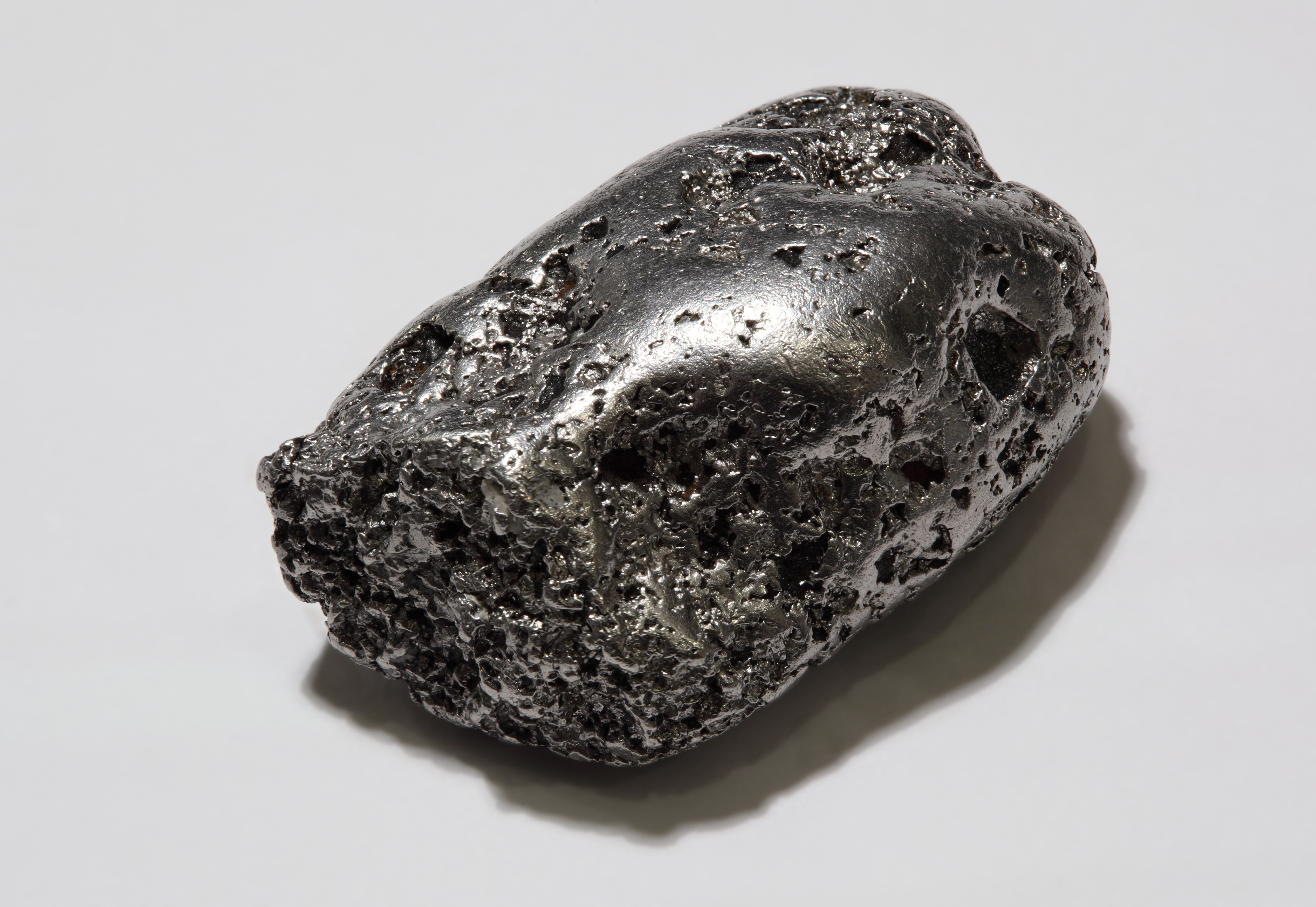
自然鉑礦塊，俄羅斯哈巴羅夫斯克邊疆區昆丟爾山丘（Kondyor Massif）礦場

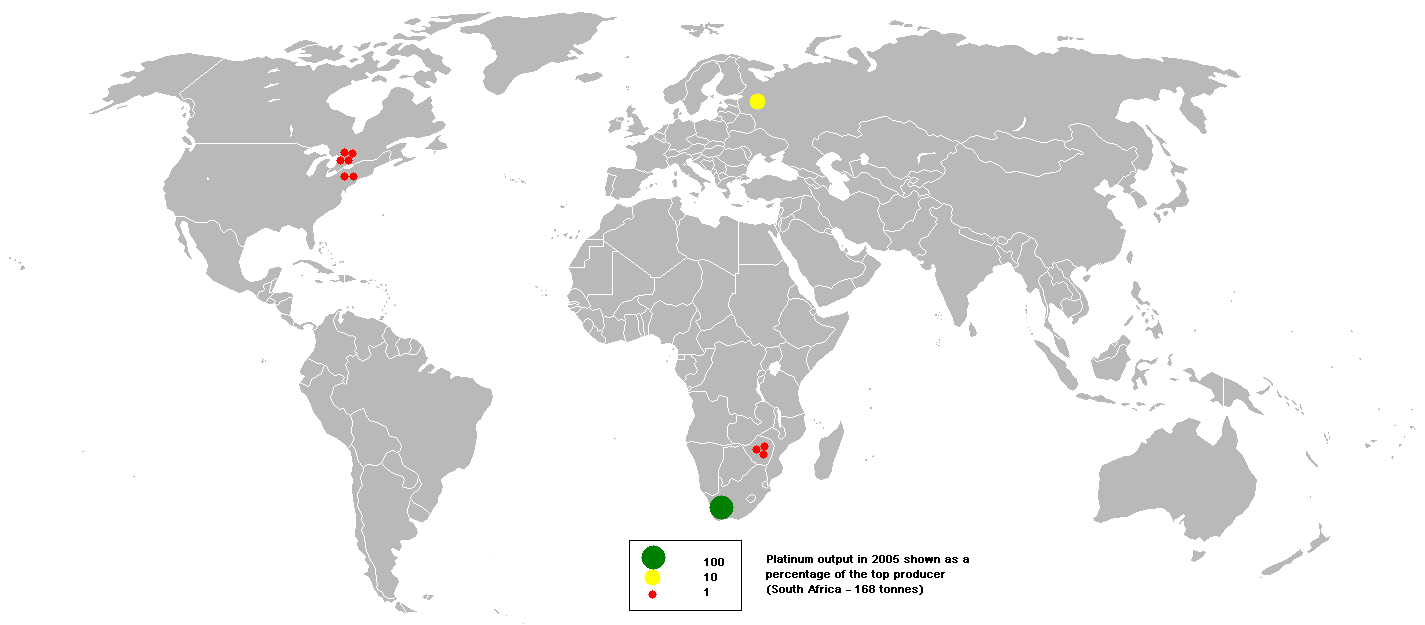
2005年世界各地的鉑產量

鉑非常罕見，在地殼中的濃度只有百萬分之0.005。鉑金屬常被誤認為是銀。自然界中的鉑常以未經化合的單質出現，或與其他鉑系元素或鐵形成合金。單質鉑元素通常出現在沖積層次生礦床。前哥倫布時期哥倫比亞喬科省的居民曾經開採過的沖積層礦床至今仍然仍出產鉑系金屬。另一大沖積層礦藏位於俄羅斯烏拉爾山脈。
在鎳和銅礦中，鉑系金屬會以硫化物（如(Pt,Pd)S）、碲化物（如PtBiTe）、銻化物（PdSb）和砷化物（如PtAs2）的形態出現，並且也會與鎳或銅形成合金。砷铂矿石（砷化铂PtAs2）也是此金属的主要礦源，它出現在鎳礦當中，主要分佈在加拿大安大略的索德柏立盆地。1927至1975年間，美國阿拉斯加州普拉蒂納姆（Platinum，即「鉑」之意）共產出17噸鉑元素。礦場於1990年停止作業。較罕見的硫砷鉑礦（(Pt,Pd,Ni)S）中含有鉑、鈀和鎳元素。硫砷鉑礦出現在南非豪登省布什維爾德雜岩體中的美蘭斯基礦層中。
1865年，人們在南非布什維爾德地區發現了鉻鐵礦，其後於1906年又發現了鉑礦。其最大原生礦床位於布什維爾德雜岩體。其餘兩大礦床位於俄羅斯諾里爾斯克的大型銅鎳礦，以及加拿大的索德柏立盆地。索德柏立盆地的鎳礦開採量巨大，因為其中的鉑元素只佔百萬分之0.5。美國則有較小的礦藏，例如蒙大拿州的阿布薩洛卡山脈。2010年，南非為鉑的最大產國，其佔總產量的77%，其次為佔13%的俄羅斯。2010年鉑的全球總產量為192噸。印度泰米爾納德邦亦有鉑礦藏，為此印度地質調查局已與泰米爾納德礦物有限公司（TAMIN）簽署協議。
月球和隕石中的鉑含量更高，因此在地球上經火流星撞擊後火山噴發的區域會有較高的鉑豐度。這種礦藏具有商業開採價值，例如索德柏立盆地。

## 化合物

### 鹵化物
氯鉑酸是十分重要的鉑化合物，可以用來生產許多其他的鉑化合物。氯鉑酸本身的應用廣泛，包括攝影、鋅蝕刻、不褪色墨水、電鍍、鏡子、瓷器上色以及催化劑等。
氯鉑酸經銨鹽（如氯化銨）處理後，會產生氯鉑酸銨。氯鉑酸銨在氨溶液中的可溶性較低。在氫氣中經加熱後，氯鉑酸銨會還原成鉑金屬。氯鉑酸鉀的可溶性同樣較低；在重力測量實驗中，氯鉑酸可用於探測鉀離子。
氯鉑酸在被加熱時，會經過四氯化鉑和二氯化鉑，再分解成單質鉑元素。此反應並不分步驟發生：
(H3O)2PtCl6·nH2O ⇌ PtCl4 + 2 HCl + (n + 2) H2O
PtCl4 ⇌ PtCl2 + Cl2
PtCl2 ⇌ Pt + Cl2
以上三項反應皆可逆。已知的鉑鹵化物還包括二溴化鉑和四溴化鉑。六氟化鉑是能夠對氧進行氧化的強氧化劑（見二氧基鹽）。

### 氧化物
二氧化鉑（PtO2）亦稱亞當斯催化劑，呈黑色粉末狀，可溶於氫氧化鉀溶液及濃酸中。二氧化鉑以及較為罕見的一氧化鉑在加熱後都會分解。氧化鉑(II,IV)（Pt3O4）可經以下反應生成：
2 Pt2+ + Pt4+ + 4 O2− → Pt3O4

### 其他化合物
乙酸铂(II)像乙酸钯那樣可以在市面上購買。當需要鹼的時候，可以結合使用鉑的卤化物和乙酸钠。在合成鉑的N-雜環卡賓配合物時，可用乙酰丙酮鉑(II)作為初始反應物，以減少合成步驟，使反應更容易進行。
在各種鉑化鋇化合物中，鉑擁有低於零的氧化態：−1至−2。這些化合物包括BaPt、Ba
3Pt
2和Ba
2Pt。鉑化銫（Cs
2Pt）為深紅色透明晶體，含Pt2−
離子。在經過電化學還原的表面上，鉑也可以有低於零的氧化態。負的氧化態數值對於金屬元素來說十分特殊，此現象與6s電子軌域的相對論性穩定作用有關。
蔡斯盐含有乙烯配位體，是較早被發現的有機金屬化合物。(1,5-环辛二烯)二氯化铂(II)屬於烯烴配合物，它含有能夠輕易置換的1,5-环辛二烯配位體。1,5-环辛二烯配合物以及各種鉑鹵化物都可以作為鉑化學研究的初始反應物。
順鉑，又稱順式-二氯二氨合鉑(II)，是含鉑(II)、呈平面正方形結構的化療藥物。同類藥物還包括卡鉑（Carboplatin）和奧沙利鉑。這些化合物能夠交叉鏈接DNA，並通過相似的反應路徑產生烷化劑，殺死細胞。

六氯鉑酸離子
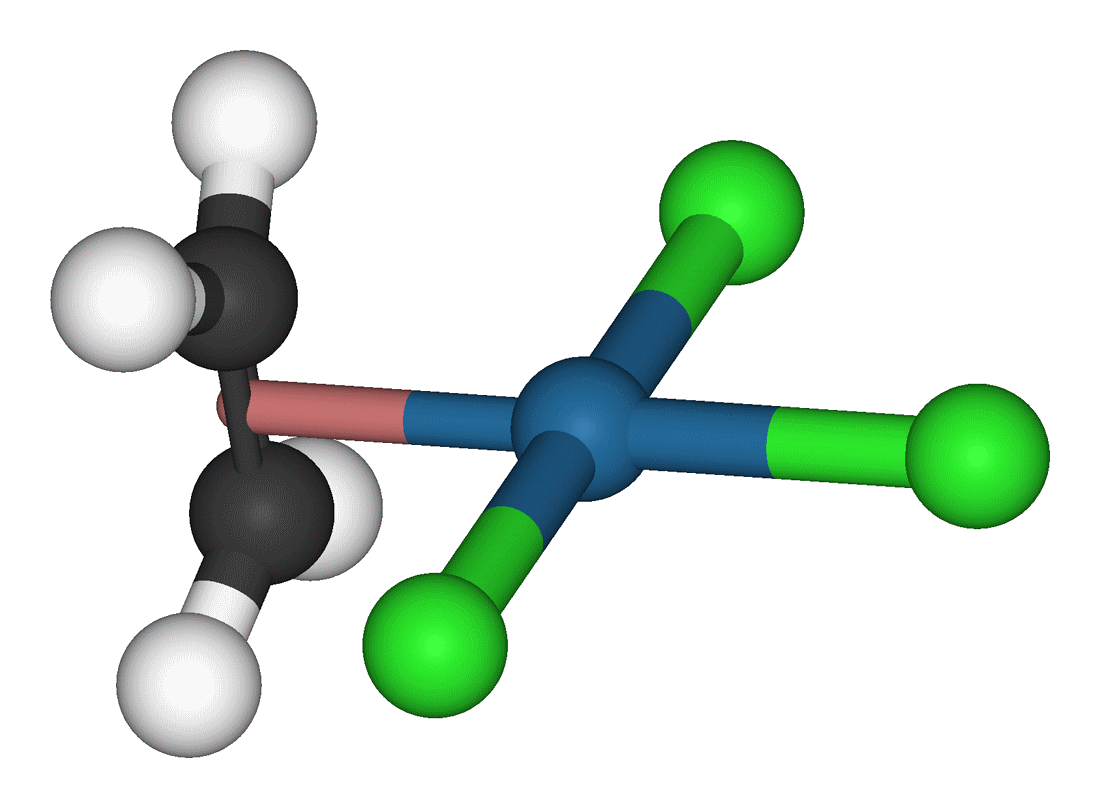
蔡斯鹽陰離子
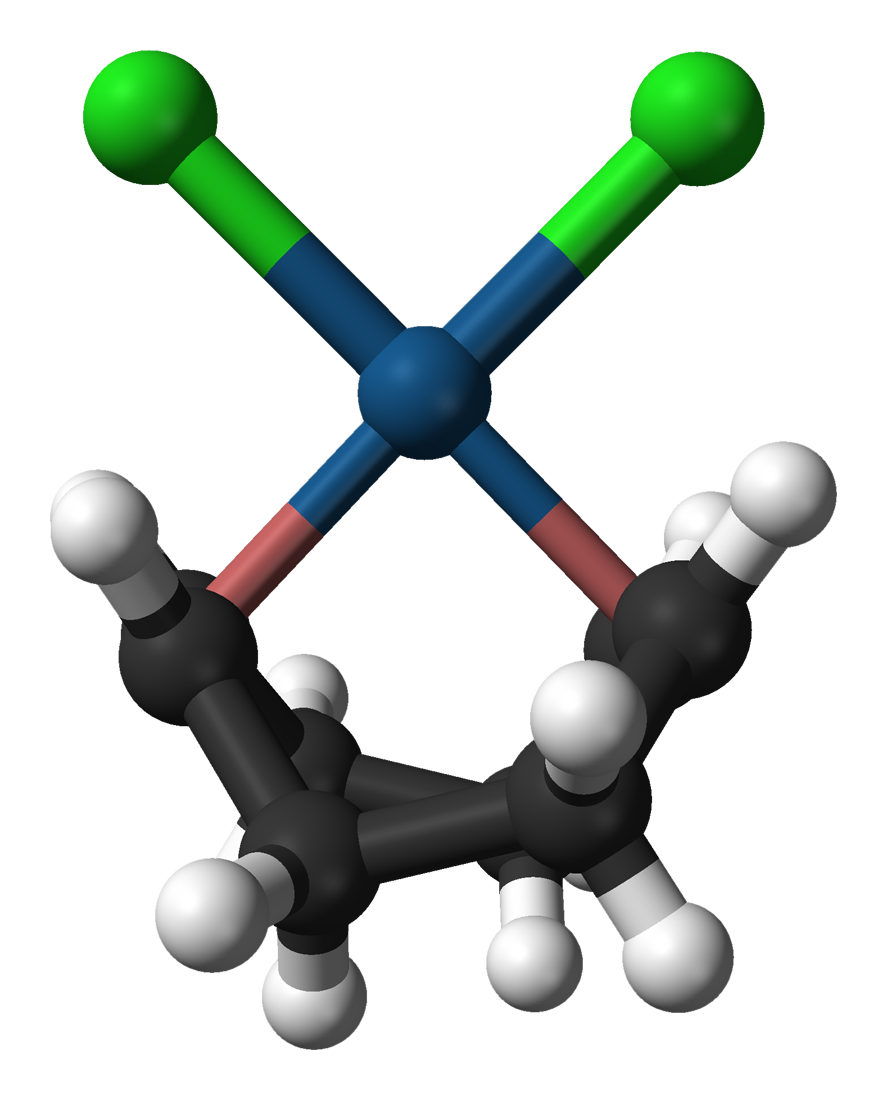
(1,5-环辛二烯)二氯化铂(II)
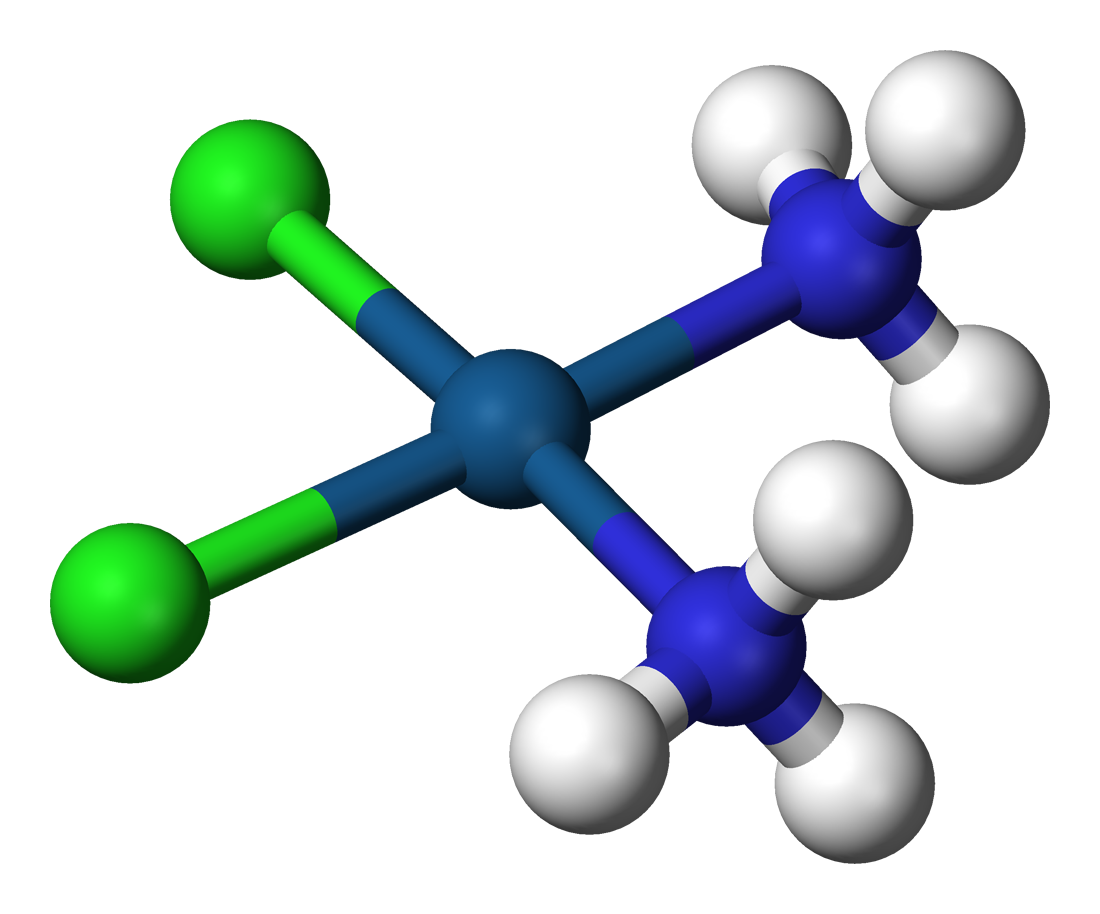
順鉑

## 歷史
主流学术观点认为，像铂这样的重元素产生于超新星爆炸。铂产生于Ib型、Ic型、II型超新星内的r-过程，被Ib型、Ic型、II型超新星喷射到宇宙各处。但另有新证据显示，像铂、金这样的重元素也可能产生于两个中子星相撞。
人类用铂史最早可追溯到古埃及。考古学家在最早公元前1200年的古埃及墓与象形文字所用的金内發现了微量铂。然而，不确定早期埃及人对此金属的了解程度，相当有可能他们未认出他们的金内有铂。
前哥倫布時期，今厄瓜多爾埃斯梅拉達斯附近曾有原住民用鉑以製各式各样的金鉑合金製品，包括鼻环、耳环、面具。1557年，意大利人文主義者朱利斯·凱撒·斯卡利傑對鉑金屬作出描述，稱在達連和墨西哥之間所發現的未知貴金屬「用火焰或任何西班牙技術都無法將其熔化」。

鉑的鍊金符號由金和銀的符號結合組成。

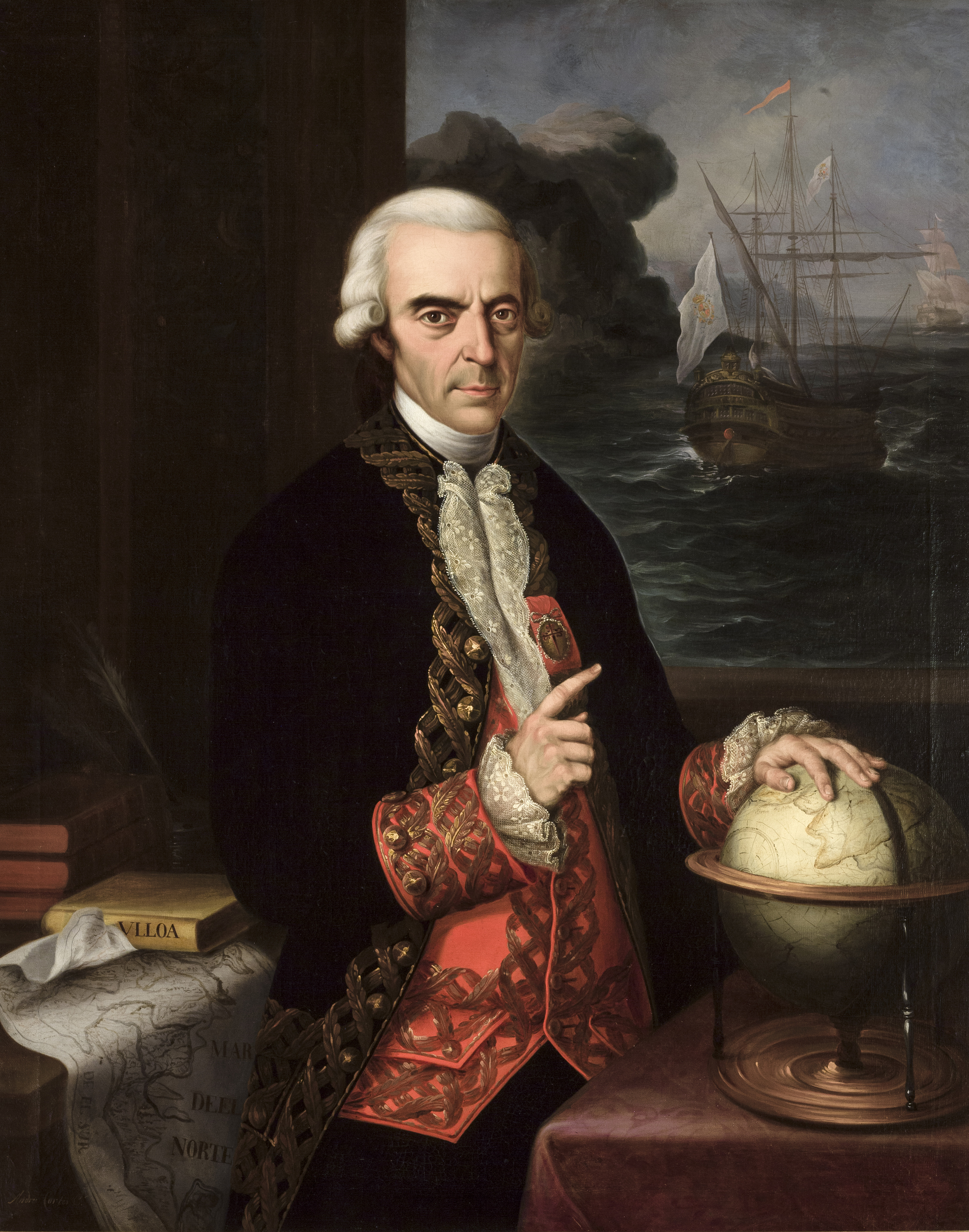
安東尼奧·烏略亞為鉑元素的發現做出了重要貢獻。

1741年，英國冶金學家查爾斯·伍德（Charles Wood）在牙買加發現了各種來自哥倫比亞的鉑樣本，並將樣本寄往威廉·布朗里格（William Brownrigg）作進一步分析。安東尼奧·烏略亞也被認為是鉑的發現者。他在法國測地線任務（French Geodesic Mission）八年後，於1746年返回了西班牙。他把鉑描述為不可分離且不可煅燒的金屬。烏略亞還預測鉑礦將會被發現。1748年，他發表了相關報告之後，沒有再繼續探究此金屬。
1750年，布朗里格在研究過伍德所寄來的鉑樣本之後，向皇家學會呈交了一份有關鉑的詳細報告，表示在過去有關已知礦物的文獻都未提及此金屬。布朗里格也提到了鉑的熔點之高，且對硼砂有著極高的耐火度。歐洲各地化學家相繼對鉑進行研究，如：安德烈亞斯·西吉斯蒙德·馬格拉夫、托爾貝恩·奧洛夫·貝爾曼、永斯·雅各布·貝采利烏斯、威廉·李維斯（William Lewis）和皮埃爾-約瑟夫·馬蓋（Pierre-Joseph Macquer）等。1752年，亨利克·特奧菲盧斯·謝佛爾（Henrik Teofilus Scheffer）發表了一份有關鉑的詳細科學描述。他將其稱為「白金」，並詳述了如何利用砷來熔融鉑礦物。報告也指出，鉑比金更易彎曲，但耐腐蝕性則相近。
卡爾·馮·西金根（Carl von Sickingen）於1772年對鉑進行了大量研究。他用以下步驟製成了具可塑性的鉑：先將鉑與金製成合金，溶於熱王水之中，用氯化銨把鉑沉澱出來，再將產生的氯鉑酸銨點燃，最後把鬆散的鉑敲打成塊。弗朗茲·卡爾·阿哈爾德（Franz Karl Achard）於1784年製了第一個鉑製坩堝。他將鉑與砷結合，經過處理工序後再把砷揮發出來。
由於鉑是第一個被發現的鉑系元素，所以謝佛爾和西金根誤認為，鉑的硬度（比鐵稍高）會使它較難彎曲，甚至有脆性；然而事實上鉑的可塑性很高，與金相近。當時他們的鉑樣本混雜了不少其他鉑系元素，如鋨和銥等，這增大了鉑樣本的脆性。要製成可塑的鉑化合物，他們僅能摻入金。如今，人們有製高純度鉑金屬的能力。由於鉑的晶體結構和許多軟金屬相似，所以很容易製成很長的鉑金屬絲。
1786年，西班牙国王卡洛斯三世賜給皮埃爾-弗朗索瓦·沙巴諾（Pierre-François Chabaneau）書庫和實驗室，以助他對鉑的研究。沙巴諾成功從鉑礦物中去除各種雜質，包括金、銀、鉛、銅和鐵，這使他認為此樣本是單一金屬。不過，樣本内有尚未被發現的鉑系元素。因此沙巴諾得出了矛盾的實驗結果：有時鉑顯得可塑，但在摻入銥後，合金卻變得易碎；有時鉑完全不可燃，但在摻入鋨後，合金卻會揮發。幾個月之後，沙巴諾對白熱化的海綿狀含鉑物質進行錘打和擠壓，製備出23公斤有可塑性的純鉑金屬。沙巴諾意识到铂的不熔性会赋予其制成的物品价值，所以他与華金·卡貝薩斯（Joaquín Cabezas）创业，生产铂锭与铂器皿。西班牙的「鉑金時代」自此開始。
一氧化碳經過催化轉換器中的鉑時會被氧化成二氧化碳。格哈德·埃特爾因發現該反應的具體分子機制而於2007年獲得了諾貝爾化學獎。

## 生產

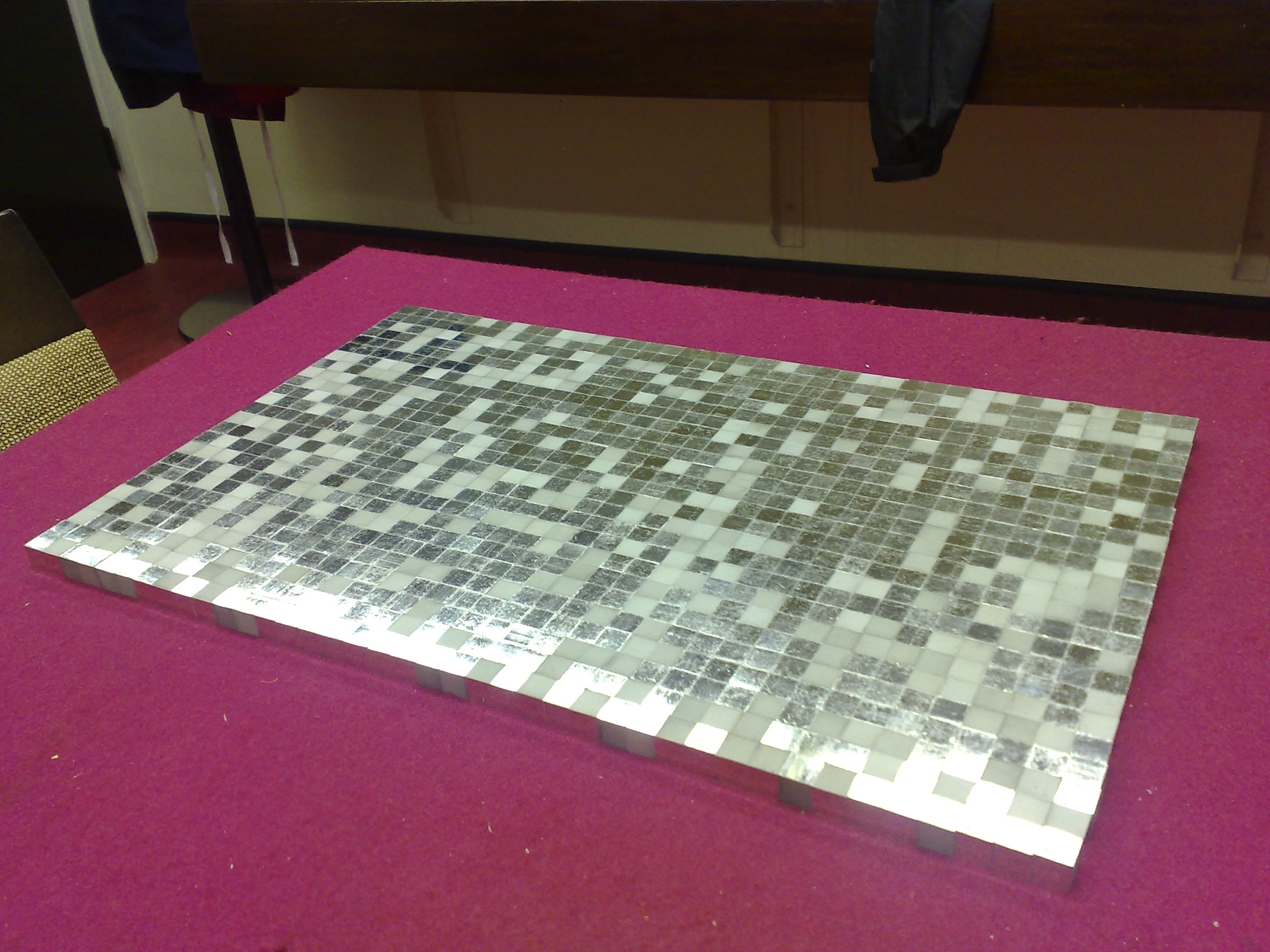
共一千立方厘米的99.9%純鉑，2012年7月14日市值970,600美元

鉑產量趨勢圖

像其餘的鉑系金屬一樣，鉑是鎳和銅的商業開採加工過程的副產品。在銅的電解精煉過程中，銀、金、各鉑系金屬、硒和碲都會下沉至槽的底部，形成「陽極泥」。鉑系金屬的萃取過程便是從這一泥狀物質開始的。
如果在飄沙沉積物或其他礦物中發現純鉑，則可以在移除雜質的過程中將鉑提取。鉑的密度高於大部份的雜質，所以較輕的雜質可以用浮力分離的方式輕易地提取。鉑具有順磁性，而鎳和鐵都具有鐵磁性。混合物經過電磁鐵後，鎳和鐵會被分離出來。鉑的熔點較高，因此可以利用高溫把不少雜質熔融去除。最後，鉑不受氫氯酸和硫酸侵蝕，混合物在任一者中經攪拌後，雜質自然會溶解，剩餘的就是鉑。
原始鉑中也含有金以及其他鉑系元素。要純化原始鉑，可以用王水處理。鈀、金和鉑會溶解，而鋨、銥、釕和銠則不會反應。加入二氯化鐵後，金會沉澱，並可以過濾出來。加入氯化銨之後，氯鉑酸銨會沉澱，經加熱後可以轉化為鉑金屬。未沉澱的六氯鉑酸(IV)可以經鋅元素還原。在實驗室中，也可用類似方法從少量殘留物中萃取出鉑。

## 應用

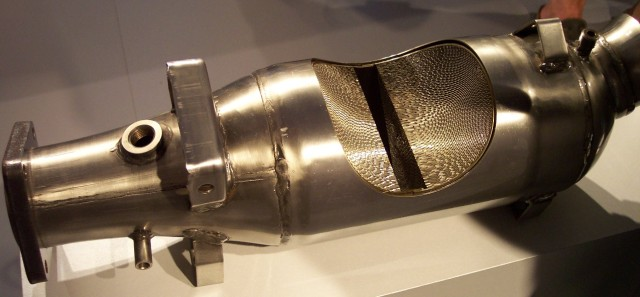
金屬芯催化轉換器剖視圖

2010年售出的245噸鉑當中，113噸（46%）用於汽車催化轉換器，76噸（31%）用於首飾，其餘35.5噸的應用包括投資、電極、抗癌藥物、氧傳感器、火花塞和渦輪引擎等。
當中，在醫療界鉑被認為是對抗癌症腫瘤最有效的藥物，用於化療，治療各種類型的癌症。包括肉瘤，某些癌（如小細胞肺癌，頭頸癌和卵巢癌），淋巴癌，膀胱癌，子宮頸癌和生殖細胞瘤。
順鉑對睪丸癌有特效; 治癒率從原來的10％提高到85％
此外，順鉑還用於俄歇治療。

### 催化劑
鉑的最大用途是做化學反應的催化劑，這種催化劑通常是鉑黑。19世紀早期，化學家開始用鉑粉末對氫的點燃反應進行催化。鉑目前最大應用於汽車的催化轉換器，使廢氣中低濃度未燃燒的碳氫化合物能夠完全燃燒，產生二氧化碳和水氣。在石油業中，鉑可以用來催化若干個不同的反應，特別是將石腦油催化重整為更高辛烷值的汽油。二氧化鉑（或稱亞當斯催化劑）是氫化反應的催化劑，特別用於生產植物油。鉑金屬可以很好地催化過氧化氫分解為水和氧氣的反應。

### 度量衡標準

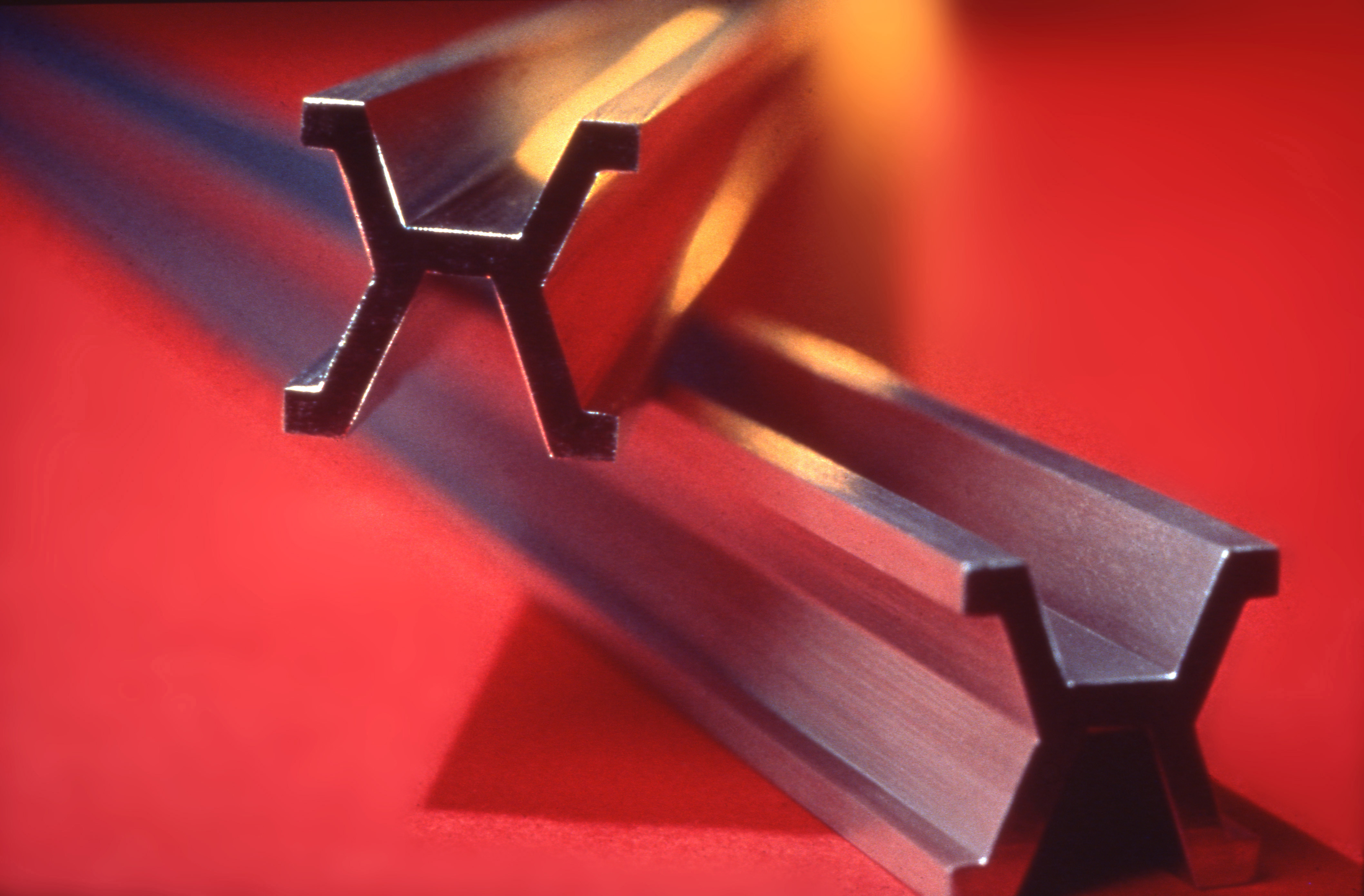
國際米原器

在1889至1960年間，米的定義以一件特製的九比一鉑銥合金棒之長度為標準，這根棒稱為國際米原器。在此之前的米原器是1799年用鉑所製。公斤的定義也曾經用1879年的同批鉑銥合金製成的圓柱體之質量為標準，但這項標準在2019年被基於物理常數的定義所取代（詳見2019年國際單位制基本單位重新定義）。
标准铂电阻温度计（SPRT）是定义国际实用温标（ITS-90）使用的四种温度计之一，它是国际范围内校准温度测量的标准。温度计的电阻线由纯铂制造（如NIST采用的是纯度为99.999%的铂条）。 在实验室外，铂电阻温度计也有许多工业应用，相关标准包括ASTM E1137与IEC 60751。
標準氫電極用鉑製電極，同樣因為鉑的抗腐蝕性很高。

### 貴金屬

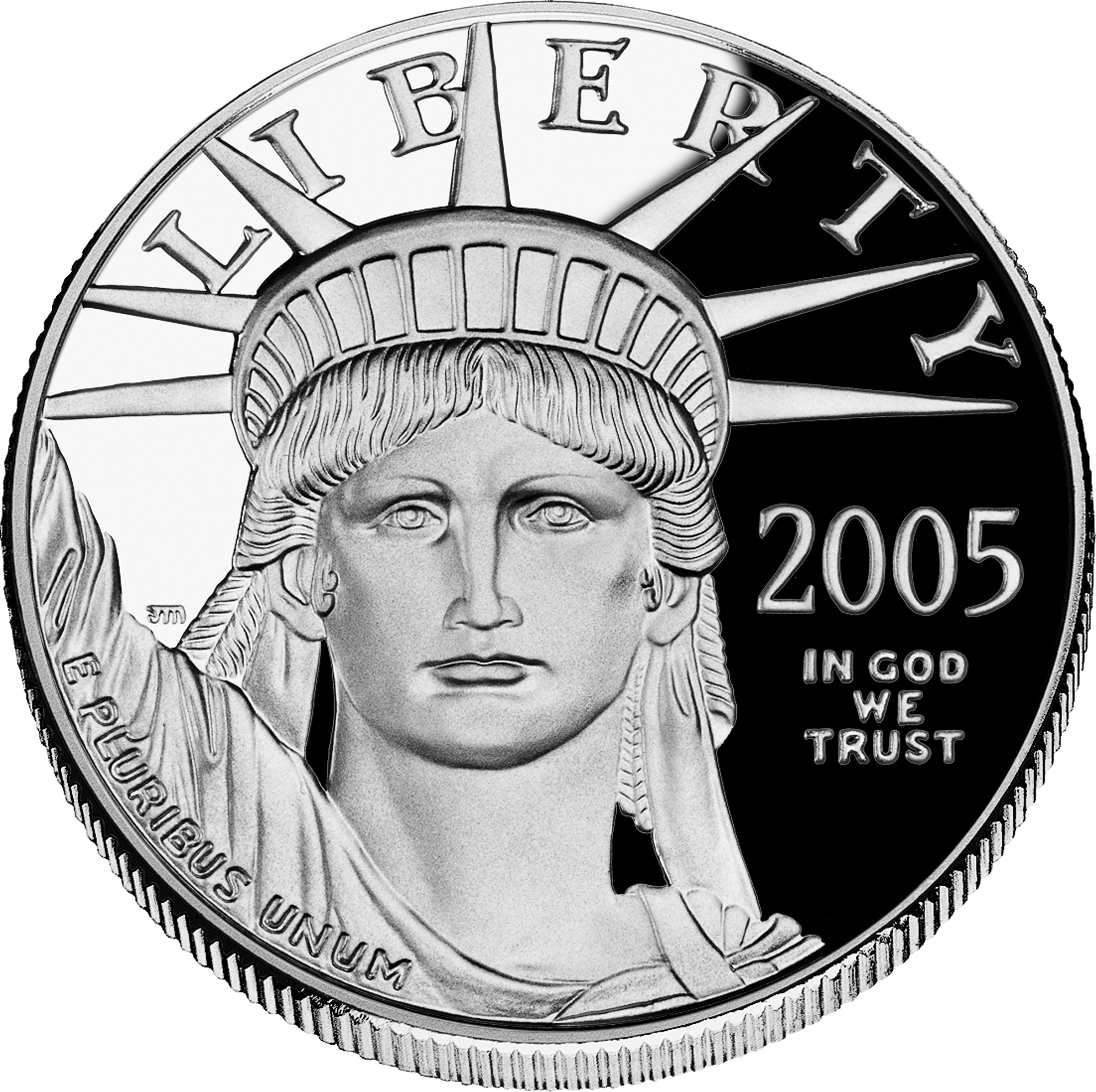
鉑鷹（Platinum Eagle）

鉑是貴金屬貿易商品。鉑錠的ISO貨幣代碼為「XPT」。鉑幣、鉑條和鉑錠可以作交易或收藏。由於鉑不易受侵蝕，且外表閃亮，所以也被用作首飾，通常用90%至95%合金。有關珠寶交易的出版物一般建議珠寶商在鉑的表面刮出些劃痕。
在製錶業中，不少公司會用鉑來製限量版鐘錶系列。鉑既不會失去光澤，又不會刮損（相比金而言），非常適宜作鐘錶材料。

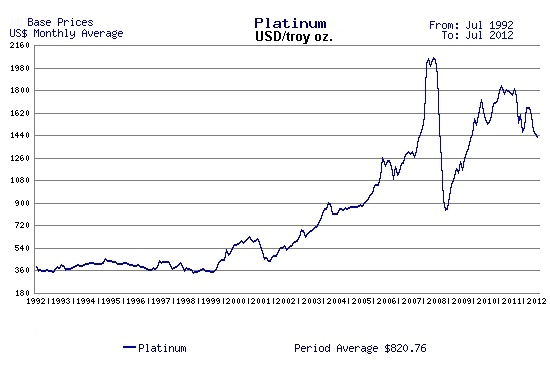
1992至2012年間鉑的均價，以美元每金衡盎司計（約20美元每克）

和其他工業用貿易商品一樣，鉑價的波動比金更高。2008年，鉑價從每金衡盎司2,252美元降至774美元，市值降低近三分之二。相比同時期，金價從每盎司1,000美元左右跌至700美元左右，市值降低僅三分之一。
在持續穩定增長的經濟內，鉑價往往是金價的雙倍；而在不穩定時期，由於工業需求降低，鉑價一般跌至金價的水平以下。在經濟滯緩時，金價更加穩定，因為其需求量並不受工業用途的推動。18世紀，法國的路易十五鑒於鉑之稀有，宣告鉑是唯一配得上國王的金屬。

### 其他用途
在實驗室當中，鉑金屬絲可用作電極。熱重分析會用鉑製的盤和支架，因為在高溫下（約1000 °C）它必須要嚴格地保持化學惰性。鉑是各種金屬器具的合金添加劑，如金屬細絲、抗腐蝕實驗容器、醫療器材、假牙、電觸頭和熱電偶等。鉑鈷合金、鐵鉑合金可以製成強力的永久磁體。，同時也是硬碟碟片中紀錄層的主要材料。船隻、管道和鋼鐵碼頭都有用到含鉑的陽極。

### 尊貴的象徵

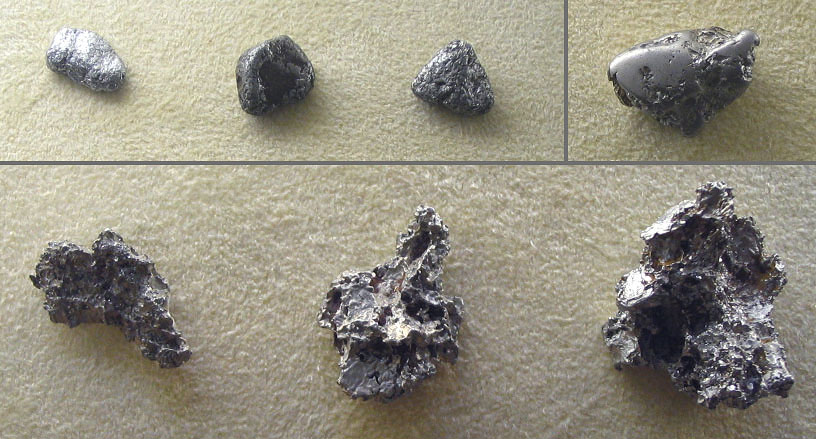
原始鉑塊

鉑極為稀有，常被認為是尊貴的象徵。信用卡、簽帳卡及某些會員卡的白金卡服務水平一般比金卡更高。對於唱片來說，「白金獎」是第二高的榮譽，位於鑽石以下，金、銀、銅之上。例如在美國，銷售超過一百萬張的唱片會被稱為「白金唱片」，而銷售超過一千萬張的唱片則會被稱為「鑽石唱片」，但因絕大多數國家、地區沒有設立鑽石唱片，因此在這些國家、地區白金唱片已是當地最高榮譽。其他商品如果表面呈銀白色，也會被稱為「白金」。伊麗莎白王后冠是為喬治六世的加冕而特製，其框架就是以鉑作為材料。它是首個用到鉑金屬的英國皇冠。

## 健康安全
根據美國疾病控制與預防中心，短期暴露在鉑鹽中會刺激眼部和咽喉，長期暴露則有可能會導致呼吸道和皮膚的過敏反應。目前在美國的標準暴露量為每立方米空氣2微克鉑，數值取8小時工作時段內的平均值。
鉑基抗腫瘤藥，例如順鉑目前用於化療，其對付某些腫瘤的效果良好。
鉑是某些矽橡膠和凝膠生產過程中的催化劑，這些物質是多種醫療植入物的成份，例如乳房植入物、關節修復體、人工腰椎間盤等等。包括美國食品藥品監督管理局在內的多個機構在進行調查後，並未發現鉑在體內具有毒性的證據。

## 外部連結
- 元素铂在洛斯阿拉莫斯国家实验室的介紹（英文）
- —— 铂（英文）
- 元素铂在The Periodic Table of Videos（諾丁漢大學）的介紹（英文）
- 元素铂在Peter van der Krogt elements site的介紹（英文）
- WebElements.com – 铂（英文）
- Nuclides and Isotopes （页面存档备份，存于） Fourteenth Edition: Chart of the Nuclides, General Electric Company, 1989.
- NIOSH Pocket Guide to Chemical Hazards – Platinum （页面存档备份，存于）（NIOSH化學危害袖珍指南：鉑）美國疾病控制與預防中心
- .   [2014-11-30]. （原始内容存档于2019-07-01）.
- .   [2014-11-30]. （原始内容存档于2010-01-23）.
- .   [2014-11-30]. （原始内容存档于2015-05-29）.
- . United States Geological Survey.   [2014-11-30]. （原始内容存档于2016-02-16）.